# Списак тренутних предсједника општина и градова у Црној Гори
Приказан је списак тренутних предсједника општина и градова Републике Црне Горе.

## Градоначелници по политичкој партији
| Партија | Партија | Бр. градоначелника |
| ------- | ------- | ------------------ |
|         | ДПС     | 4                  |
|         | ДЦГ     | 3                  |
|         | НСД     | 3                  |
|         | БС      | 2                  |
|         | ПЕС!    | 2                  |
|         | СНП     | 2                  |
|         | АА      | 1                  |
| БНШ     | БНШ     | 1                  |
|         | ДНП     | 1                  |
| ДИ      | ДИ      | 1                  |
|         | FORCA   | 1                  |
|         | Н/А     | 1                  |
| НП      | НП      | 1                  |
|         | СД      | 1                  |
|         | СДП     | 1                  |

## Предсједници општина и градова
| Град/Општина          | Предсједник општине/града | Партија                 | Партија                         |
| --------------------- | ------------------------- | ----------------------- | ------------------------------- |
| Андријевица           | Жељко Ћулафић             |                         | Социјалистичка народна партија  |
| Бар                   | Душан Раичевић            |                         | Демократска партија социјалиста |
| Беране                | Ђоле Лутовац              |                         | Европа сад!                     |
| Бијело Поље           | Петар Смоловић            |                         | Демократска партија социјалиста |
| Будва                 | Никола Јовановић          | Будва наш град          | Будва наш град                  |
| Пријестоница Цетиње   | Никола Ђурашковић         |                         | Социјалдемократска партија      |
| Даниловград           | сандар Гргуровић          |                         | Независан                       |
| Гусиње                | Санел Болић               |                         | Бошњачка странка                |
| Херцег Нови           | Стеван Катић              |                         | Демократска Црна Гора           |
| Колашин               | Владимир Мартиновић       |                         | Демократска Црна Гора           |
| Котор                 | Владимир Јокић            |                         | Демократска Црна Гора           |
| Мојковац              | Веско Делић               |                         | Нова српска демократија         |
| Никшић                | Марко Ковачевић           |                         | Нова српска демократија         |
| Петњица               | Самир Аговић              |                         | Демократска партија социјалиста |
| Плав                  | Нихад Цановић             |                         | Социјалдемократе Црне Горе      |
| Плужине               | Слободан Делић            |                         | Социјалистичка народна партија  |
| Пљевља                | Дарио Вранеш              |                         | Нова српска демократија         |
| Главни град Подгорица | Саша Мујовић              |                         | Европа сад!                     |
| Рожаје                | Рахман Хусовић            |                         | Бошњачка странка                |
| Шавник                | Југослав Јакић            |                         | Демократска партија социјалиста |
| Тиват                 | Жељко Комненовић          | Народ побјеђује         | Народ побјеђује                 |
| Тузи                  | Линдон Ђелај              |                         | Албанска алтернатива            |
| Улцињ                 | Генци Ниманбегу           |                         | Нова демократска снага          |
| Зета                  | Михаило Асановић          |                         | Демократска народна партија     |
| Жабљак                | Радош Жугић               | Дурмиторска иницијатива | Дурмиторска иницијатива         |

Ажурирано 28. марта 2025.